# Assalto alla Terra
Assalto alla Terra (Them!) è un film del 1954 diretto da Gordon Douglas.
È un horror fantascientifico e uno dei classici del cinema di fantascienza degli anni cinquanta.

## Trama
Due poliziotti che circolano per le strade desertiche del Nuovo Messico, avvisati da un pilota di un piccolo aereo da ricognizione trovano una bambina che vaga in stato di shock con una bambola in braccio e subito dopo una roulotte distrutta con uno strano squarcio fatto dall'esterno, chiamano i rinforzi e un'autoambulanza che porta via la bambina in stato catatonico.
Arriva sul posto Robert Graham, un poliziotto federale, che insieme a Ben, uno dei due poliziotti che hanno ritrovato la bambina, inizia a indagare, senza però conseguire apprezzabili risultati. Da Washington intanto hanno mandato il prof. Medford, un anziano scienziato esperto in mirmecologia e sua figlia Patrizia, sua assistente. Lo scienziato vuole subito visitare la bambina, alla quale fa annusare una boccettina di acido formico: la bambina si risveglia improvvisamente e strilla «Eccole!» per poi avere un attacco di panico.
Durante l'esplorazione nel deserto il gruppetto composto da Ben, Robert Graham, Medford e Patrizia compie una strabiliante scoperta: una colonia di formiche è stata contaminata dalle radiazioni in seguito alla prima esplosione atomica avvenuta ad Alamogordo nove anni prima. Il risultato è che le formiche sono diventate giganteschi mostri aggressivi. Una di queste formiche viene uccisa dai due poliziotti con un mitra, mirando alle antenne, su suggerimento di Medford.
In seguito trovano il formicaio, che neutralizzano con speciali bazooka con bombe al fosforo.
La discesa nel formicaio dimostra però che due regine sono volate via con conseguenze potenzialmente disastrose per l'umanità.
Fortunatamente una delle due regine fa il nido in una nave da carico poi salpata da Acapulco, cosicché, pur seminando panico e distruzione sulla nave in navigazione, può essere facilmente distrutta facendo affondare la nave dall'incrociatore Milwaukee. Invece un pilota di un piccolo aereo viene attaccato dall'altra regina: l'aereo precipita ma il pilota si salva, venendo però rinchiuso in manicomio per paura che diffonda notizie allarmanti.
L'altra regina raggiunge invece Los Angeles, creando un nido nell'intricata rete fognaria della città. Il lanciafiamme si rivela l'unica arma efficace a sterminare gli insetti. Le truppe arrivate sul posto, guidate dallo scienziato, riescono a individuare il nido delle formiche, ma le cose si complicano in quanto due bambini, ignari delle conseguenze, nei loro giochi si sono spinti dentro le fogne e sono intrappolati là sotto, nel nido.
Il poliziotto Ben, individuato un cunicolo in costruzione che porta al nido, si sacrifica per salvare i due bambini. Graham rimane invece intrappolato in una intercapedine insieme alle feroci formiche regine che continuano a deporre uova. I soccorsi arrivano appena in tempo per salvare Graham, bruciando le regine adulte prima che le uova si schiudano.
Mentre osserva la straziante morte dei mostri, Graham chiede: «Se questi mostri sono stati originati dalla bomba atomica del 1945, cosa avranno provocato quelle successive?». Un rassegnato prof. Medford gli risponde: «Nessuno può saperlo. Con l'avvento dell'era atomica, l'uomo è entrato in un nuovo mondo. E ciò che lo attende in questo nuovo mondo, nessuno può prevederlo».

## Distribuzione
Negli Stati Uniti d'America il film uscì nei cinema il 19 giugno 1954, eccezion fatta per la città di Saint Louis dove usci il 15 giugno, e di New York, dove uscì il 16 giugno. In Italia il film fu distribuito dall'11 settembre dalla Warner Bros. nello stesso anno.

## Promozione
Il trailer originale del film recita: "Terror...Horror...Excitement...Mystery!", ovvero THEM.

## Influenza culturale
Questo film ha influenzato moltissimi B-movie degli anni cinquanta.
Sia Arac Attack - Mostri a otto zampe che Lilo & Stitch 2 - Che disastro Stitch! comprendono scene da Assalto alla Terra.
Il film ha ispirato la serie di videogiochi It Came from the Desert, sviluppati per Amiga dalla Cinemaware nel 1989 (il primo capitolo) e nel 1990 (il suo seguito).